# Skäggetorps kyrka
Skäggetorps kyrka är en brun tegelkyrka med säregen design. Den är belägen i Linköpingsstadsdelen Skäggetorp och är församlingskyrka i Linköpings Skäggetorps församling, som förutom stadsdelen omfattar industriområdet Tornby och glest bebyggd mark mellan E4 och Roxen. Kyrkan är byggd i samband med Skäggetorps tillkomst som stadsdel under 1970-talet och ligger strax bakom Skäggetorps köpcentrum. Kyrkobyggnaden inrymmer även ett församlingshem. Bredvid kyrkans ingång finns en fristående klockstapel i vilken hänger två klockor.

## Kyrkobyggnaden
Kyrkan med församlingslokaler uppfördes efter ritningar av arkitekt Kai Bro Sörensen och invigdes 1975.

## Inventarier
- Dopfunten är av rödbetsat trä och har en dopskål av glas.
- Altartavlan är en keramisk relief utförd 1978 av Lis Löfed-Sjöholm.

### Orgel
Orgeln med 21 stämmor är byggd  1978 av Åkerman & Lund Orgelbyggeri och invigd i januari 1979. Den är mekanisk och kyrkans första orgel.
Den har följande disposition:
| Huvudverk I C-g3 | Svällverk II C-g3 | Pedal C-e1  | Koppel |
| Principal 8’     | Gedackt 16’       | Subbas 16’  | I/P    |
| Borduna 8’       | Fugara 8’         | Octavbas 8’ | II/P   |
| Octava 4’        | Rörflöjt 8’       | Flöjt 8’    | II/I   |
| Koppelflöjt 4’   | Principal 4’      | Octava 4’   |        |
| Octava 2’        | Tvärflöjt 4’      | Fagott 16’  |        |
| Trumpet 8’       | Octavflöjt 2’     |             |        |
| Mixtur IV        | Sesquialtera II   |             |        |
|                  | Scharf III        |             |        |
|                  | Oboe 8’           |             |        |
|                  | Tremulant         |             |        |

Koppel: II/I, I/P, II/P, II4/P

#### Diskografi
- Christer Sundstrand spelar på orgeln i Skäggetorps kyrka, Linköping. LP. Mixtur TMLP 8306. 1983.

## Bildgalleri

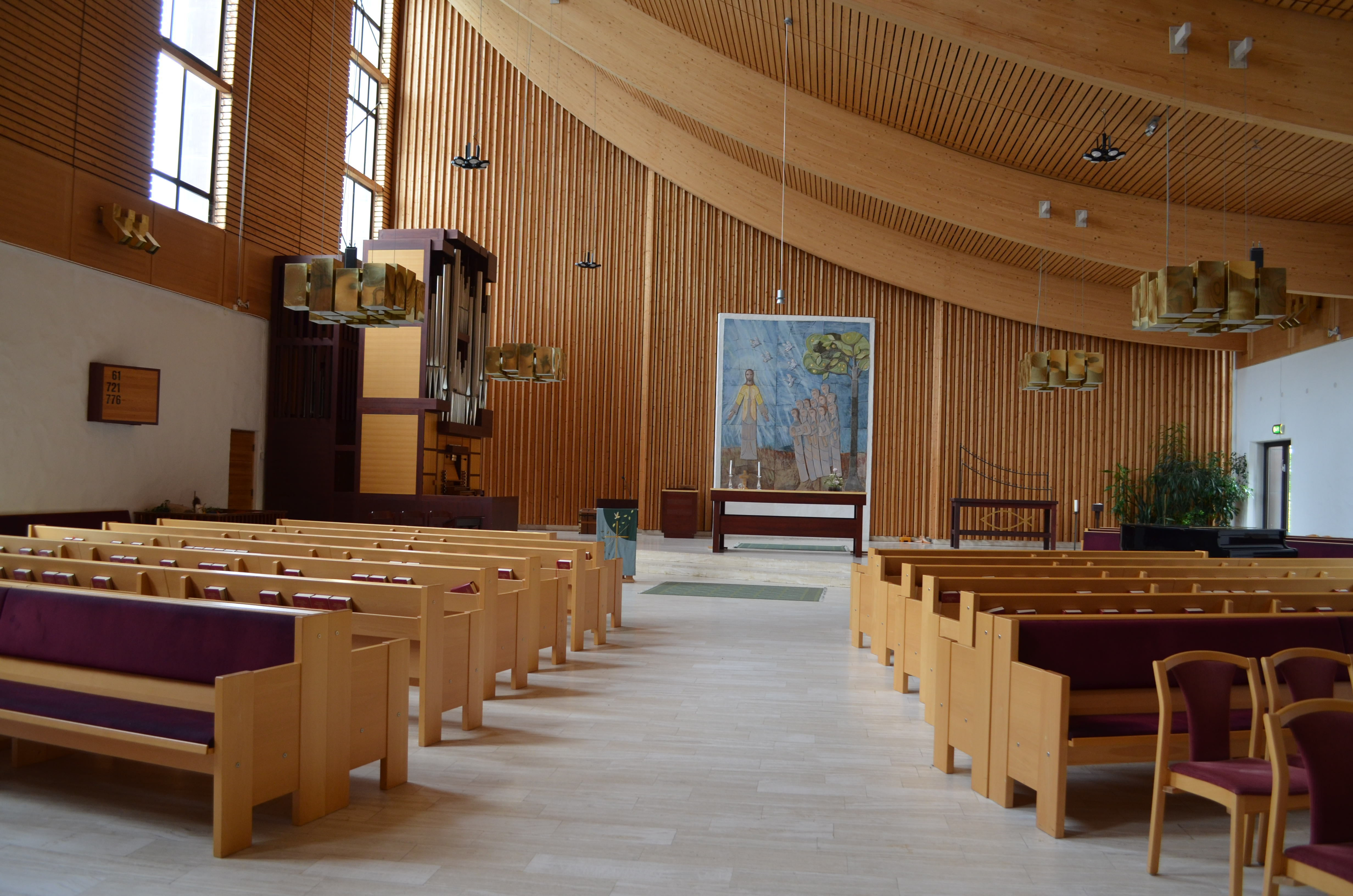
Skäggetorps kyrkas kyrksal
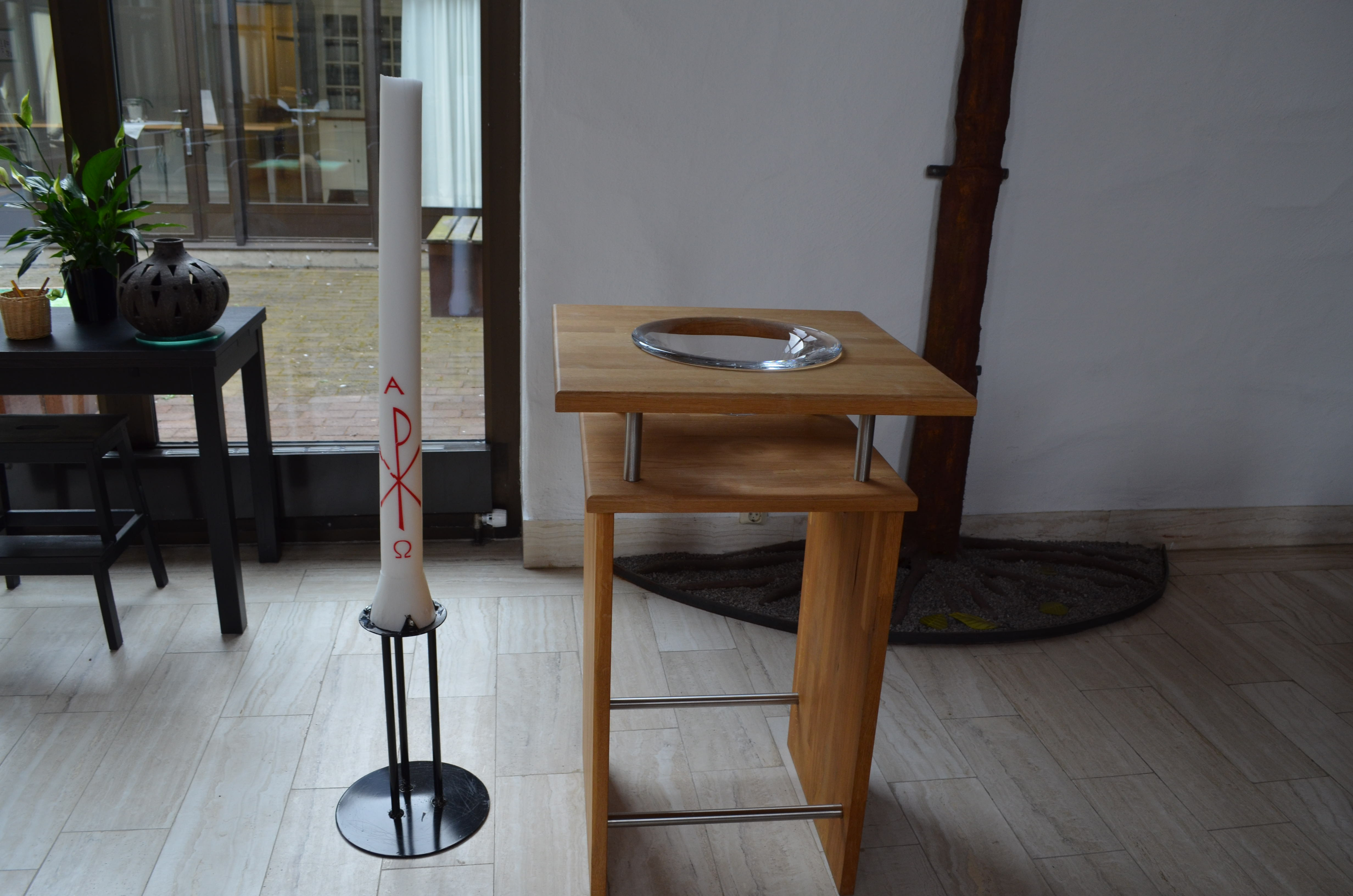
Skäggetorps kyrkas dopfunt
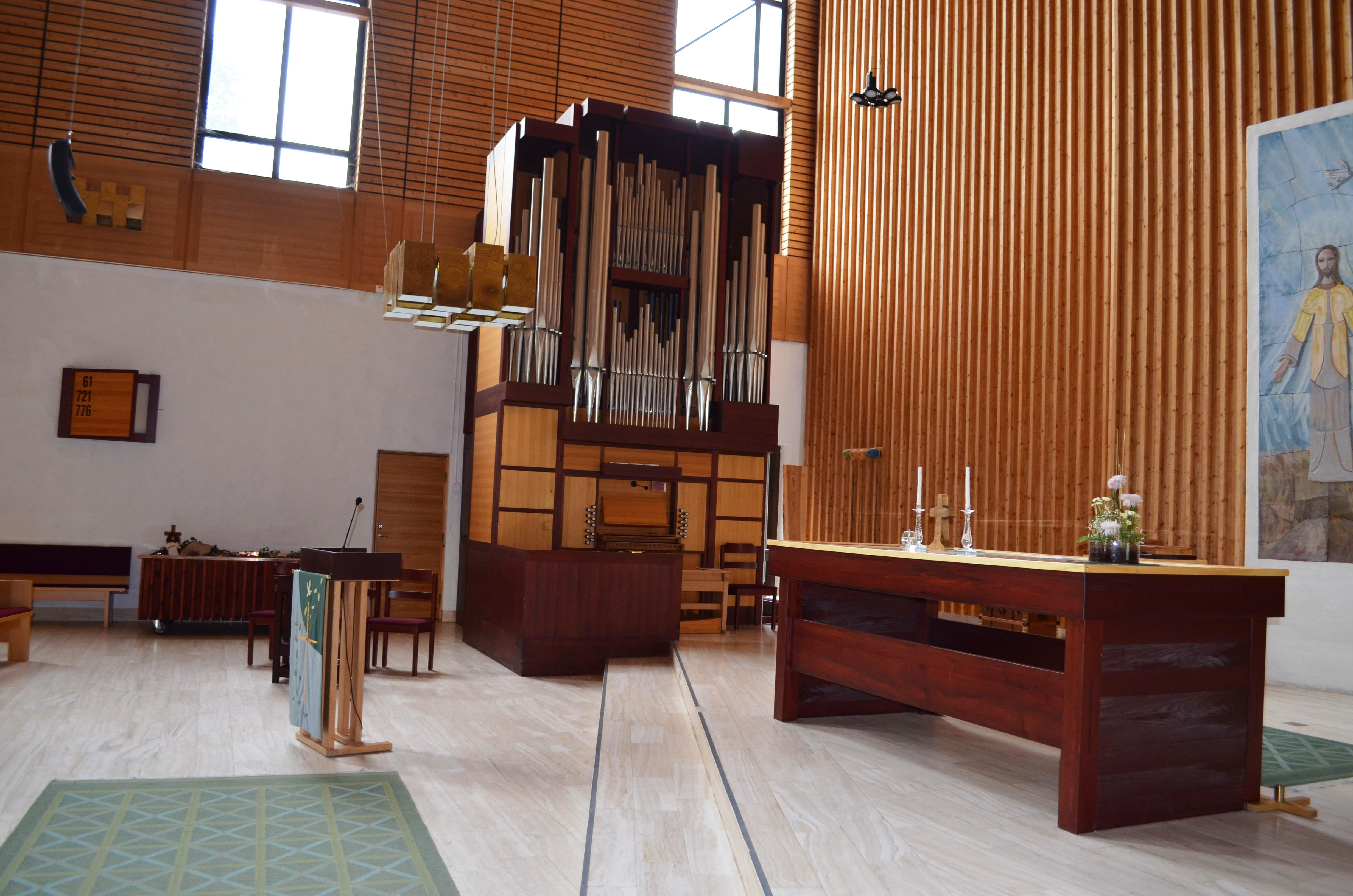
Skäggetorps kyrkas kyrkorgel
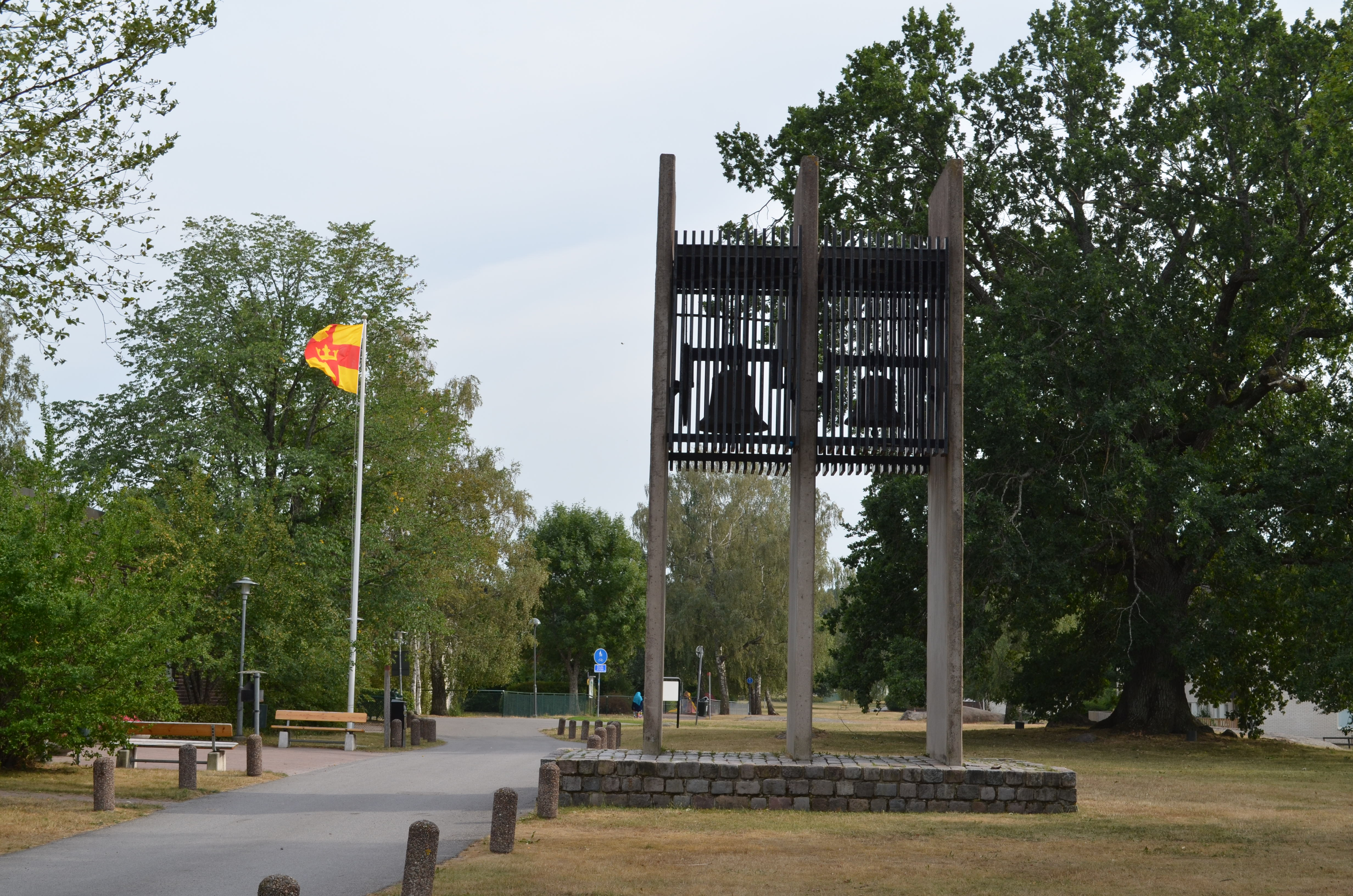
Skäggetorps kyrkas klockstapel

### Webbkällor
- Svenska kyrkan - Skäggetorps kyrka
- Kyrkobeskrivning[död länk]